# هيوي ويتاكر
هيوي ويتاكر (بالإنجليزية: Huey Whittaker)‏ هو لاعب كرة قدم أمريكية أمريكي، ولد في 19 يونيو 1981 في سبرينغ هيل ‏ في الولايات المتحدة.